# Winifred Knights
Winifred Margaret Knights (5 juin 1899 - 7 février 1947) est une peintre britannique. Elle est en 1920 la première femme lauréate de la bourse d'études en peinture décorative décernée par la British School at Rome qui lui permet de passer trois ans à Rome. 
Parmi ses œuvres les plus remarquables figurent Le Déluge (1920), maintenant détenu par la Tate Britain, et The Marriage at Cana (1923), qui se trouve maintenant au musée de Nouvelle-Zélande Te Papa Tongarewa. Le style de Knights est influencé par le Quattrocento italien et elle a été l'une des nombreuses artistes britanniques qui ont participé à un renouveau de l'imagerie religieuse dans les années 1920, tout en conservant certains éléments d'un style moderniste.

## Biographie

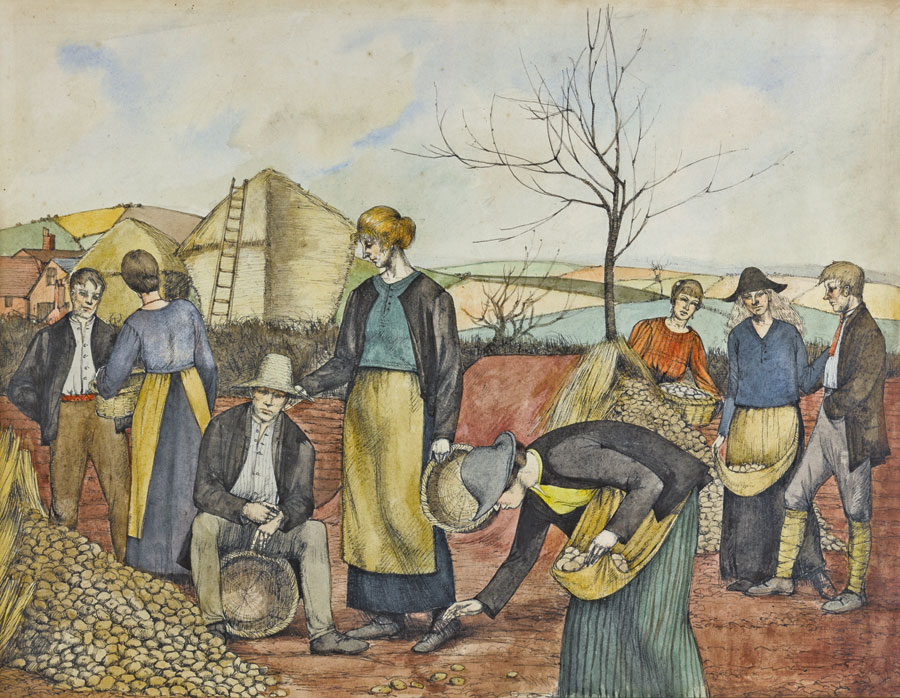
The Potato Harvest (1918).

Winifred Knights naît le 5 juin 1899 à Streatham dans la banlieue sud de Londres. Elle fait ses études secondaires à la James Allen's Girls' School de Dulwich de 2012 à 2015, puis est élève de la Slade School of Fine Art de 1915 à 1917 et de nouveau de 1918 à 1920, sous la direction d'Henry Tonks et de Frederick Brown. Pendant la Première Guerre mondiale, Knights a été traumatisée après avoir été témoin de l'explosion de Silvertown dans une usine de traitement de TNT en janvier 1917, elle interrompt ses études et passe quelque temps chez des cousins dans le Worcestershire, période qu'elle illustre en 1918 dans son tableau The Potato Harvest. Après la guerre, elle reprend ses études à la Slade School, et trouve son inspiration dans des thèmes autour de la guerre et la paix, la ville et la campagne et les statuts sociaux respectifs des hommes et des femmes. En 1919, Knights peint Leaving the Munitions Works et remporte le Slade Summer Composition Prize pour Mill Hands on Strike. L'année suivante, elle devient la première femme en Angleterre à remporter la prestigieuse bourse d'études en peinture décorative décernée par la British School at Rome (BSR) avec son tableau Le Déluge. 
Elle commence sa résidence à la BSR en novembre 1920, vivant à Anticoli Corrado, un village au sud de Rome. En 1922, la Tate Gallery achète son tableau Italian Landscape en 1922,.

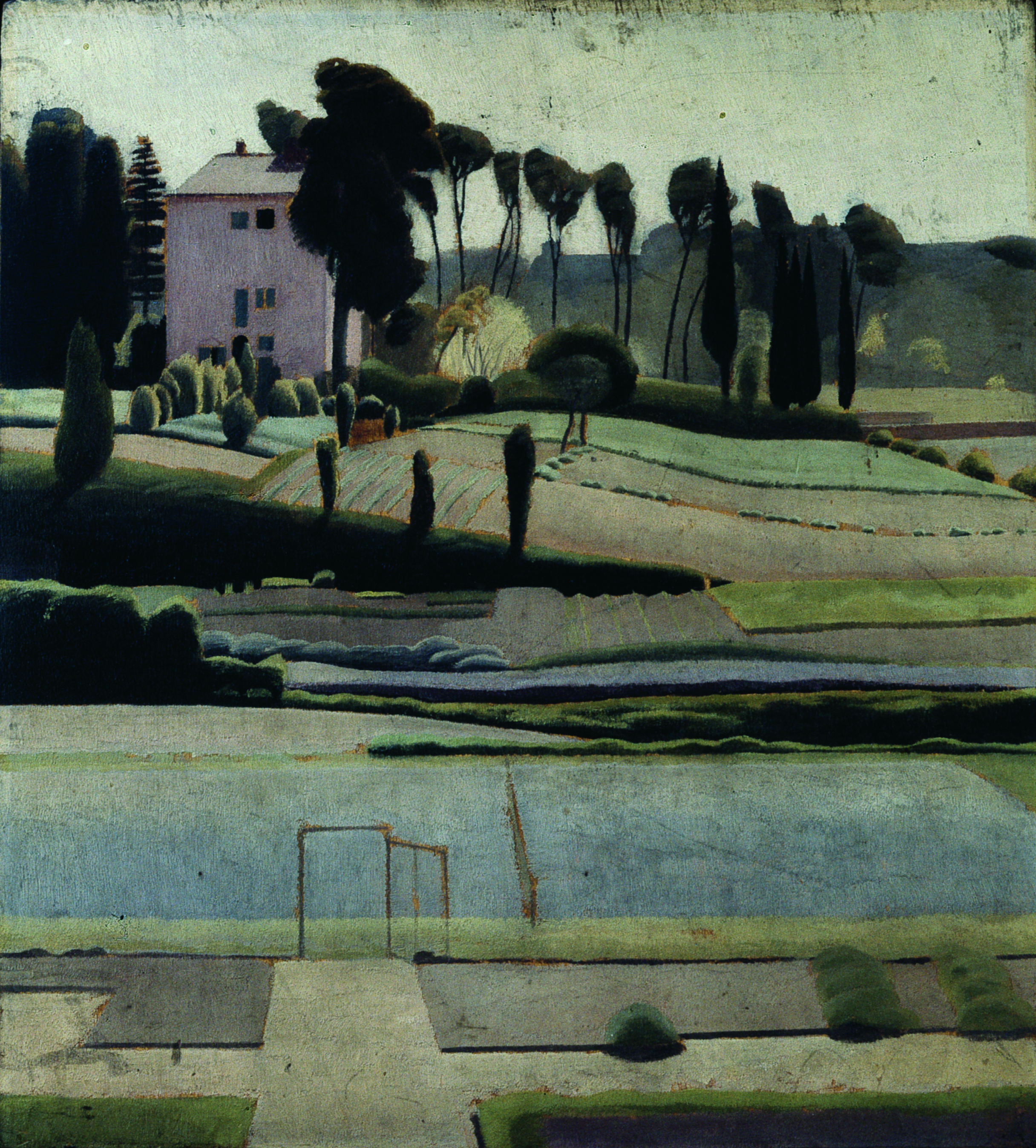
Vue de la British School à Rome, par Winifred Knights (1921).

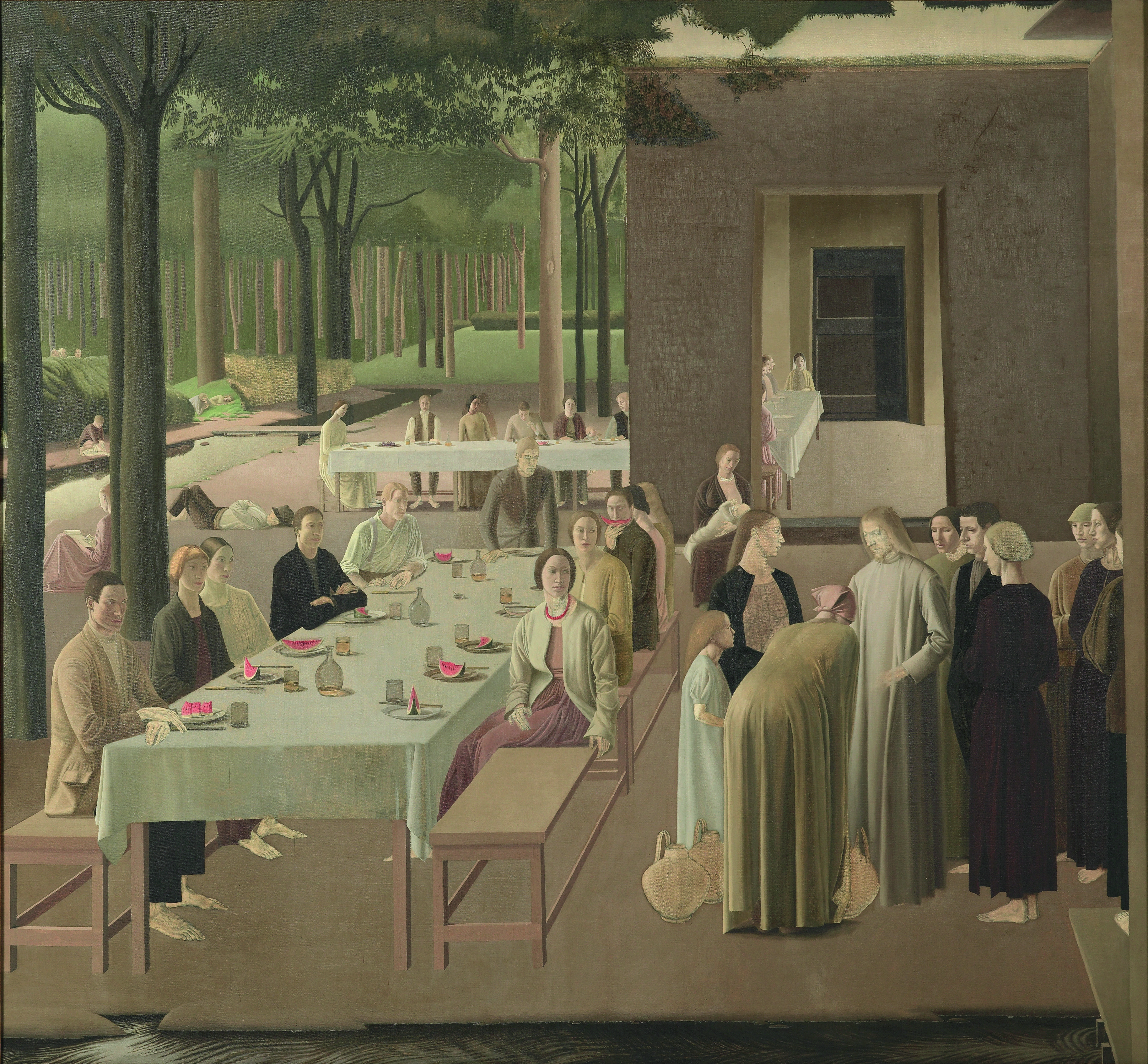
The Marriage at Cana (1923).

Sa résidence à Rome s'achève en 1923, mais elle s'est engagée dans une relation avec Thomas Monnington, qu'elle épouse le 23 avril 1924, et elle reste à Rome jusqu'en 1925. Sa première grande œuvre à Rome, The Marriage at Cana, est achevée en 1923. Le tableau fait une tournée internationale avant d'être relégué dans les réserves de la Tate, puis plus tard dans une cage d'escalier inaccessible au siège londonien de la British School. En raison de sa grande taille, les collections britanniques telles que le Tate and Fitzwilliam Museum de Cambridge n'acceptent pas le tableau dans leurs collections permanentes. Finalement, la peinture est offerte par la British School at Rome au musée de Nouvelle-Zélande Te Papa Tongarewa en 1958,.
Knights retourne à la Slade dans les années 1926 et 1927 et expose à la fois à l'Imperial Gallery de Kensington et à la Duveen Gallery. Entre 1928 et 1933, elle exécute le retable Scenes from the Life of St Martin of Tours pour la chapelle commémorative Milner de la cathédrale de Canterbury. Les autorités de la cathédrale n'apprécient pas l’œuvre et son triptyque est relégué dans la crypte de l'église. Il a depuis été replacé dans la cathédrale. En 1929, Knights est élue au New English Art Club. De 1924 à 1930, elle travaille sur un grand tableau, La Santissima Trinita.
En 1933, Stephen et Virginia Courtauld achètent Eltham Palace et ils chargent Knights et Monnington, qui ont collaboré avec l'architecte d'intérieur suédois Rolf Engströmer et le décorateur italien Peter Malacrida, de travailler sur la décoration des intérieurs du bâtiment. 
Knights meurt le 7 février 1947 à Londres, d'une tumeur au cerveau, à l'âge de 47 ans. La première grande rétrospective de son travail a lieu à la Dulwich Picture Gallery de juin à septembre 2016.

## Le Déluge

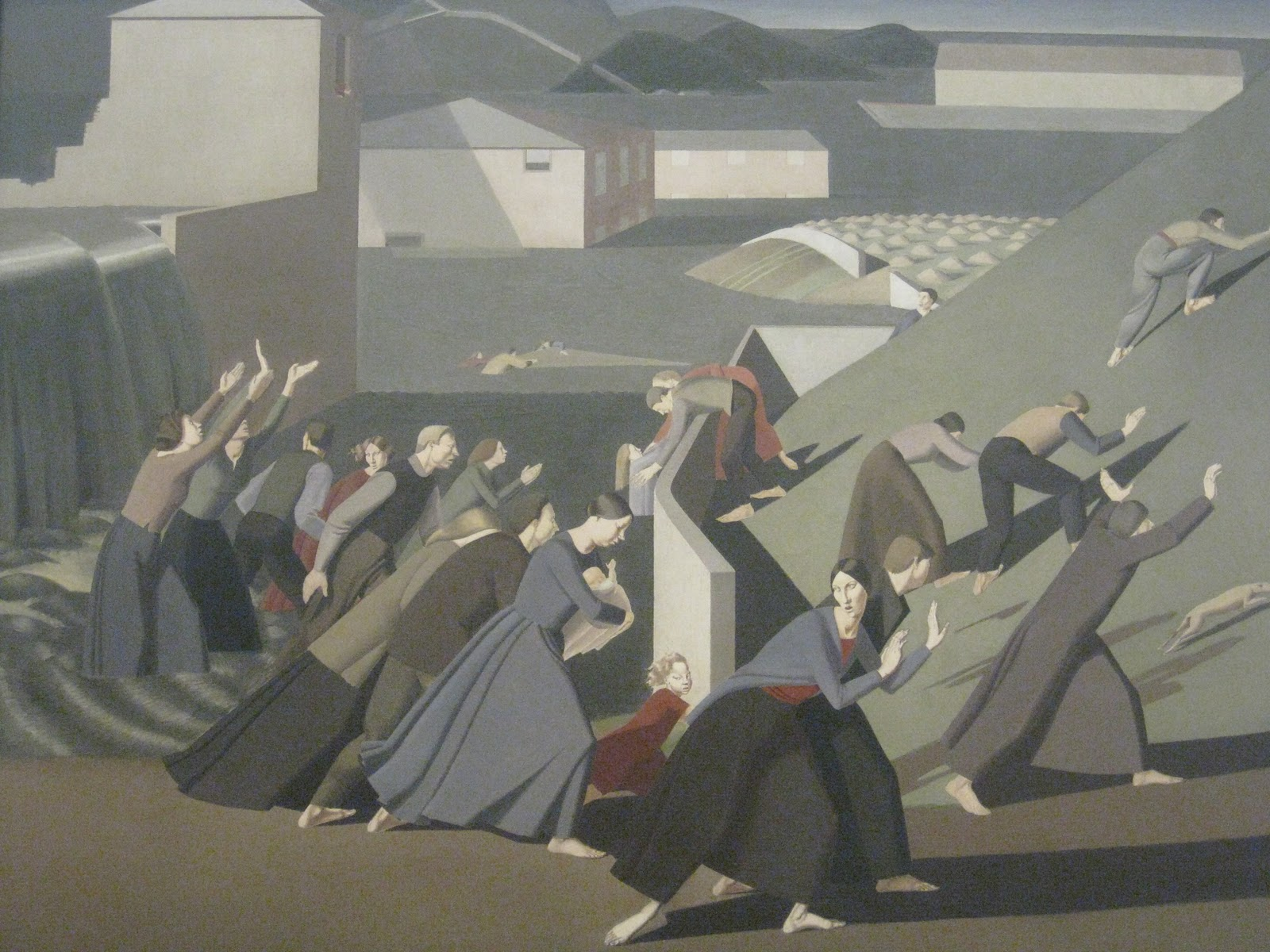
Le Déluge (1920).

Pour le concours de bourse de la British School at Rome, les candidats sont invités à peindre une scène du déluge biblique, à l'huile ou à la détrempe mesurant 6 × 5 pieds et qui devait être achevée en huit semaines (à partir du 5 juillet). Le jury comprenait George Clausen, John Singer Sargent, Philip Wilson Steer et David Young Cameron. Knights s'est représentée comme la figure au centre à droite du premier plan. Le tableau est calqué sur Clapham Common. Il est présenté au pavillon britannique à l'Exposition internationale des arts décoratifs et industriels modernes à Paris en 1925.
Plusieurs peintures de Winifred Knights comprennent des autoportraits, outre Le Déluge, notamment The Marriage at Cana.

## Galerie

Winifred Knights
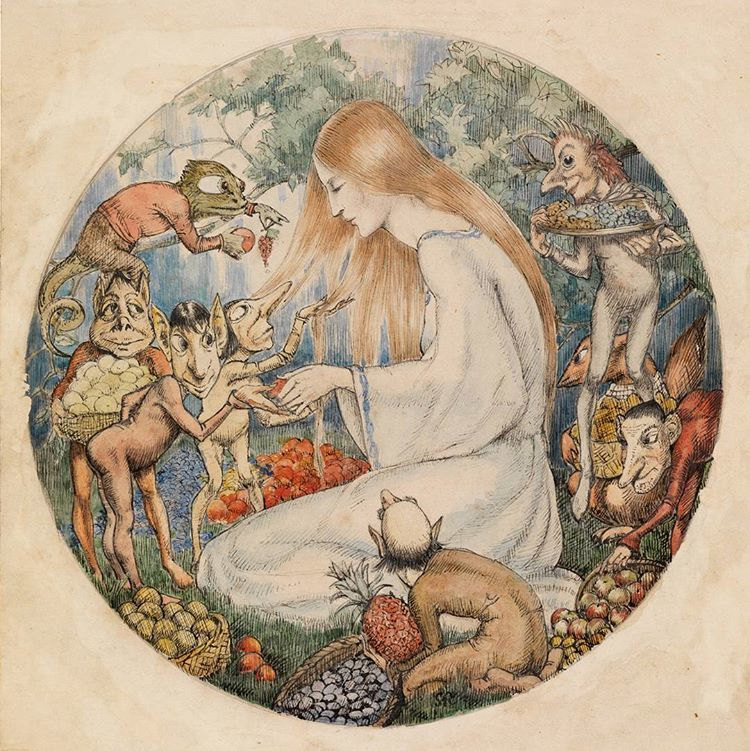
Illustration to Christina Rossetti’s Goblin Market (1916).
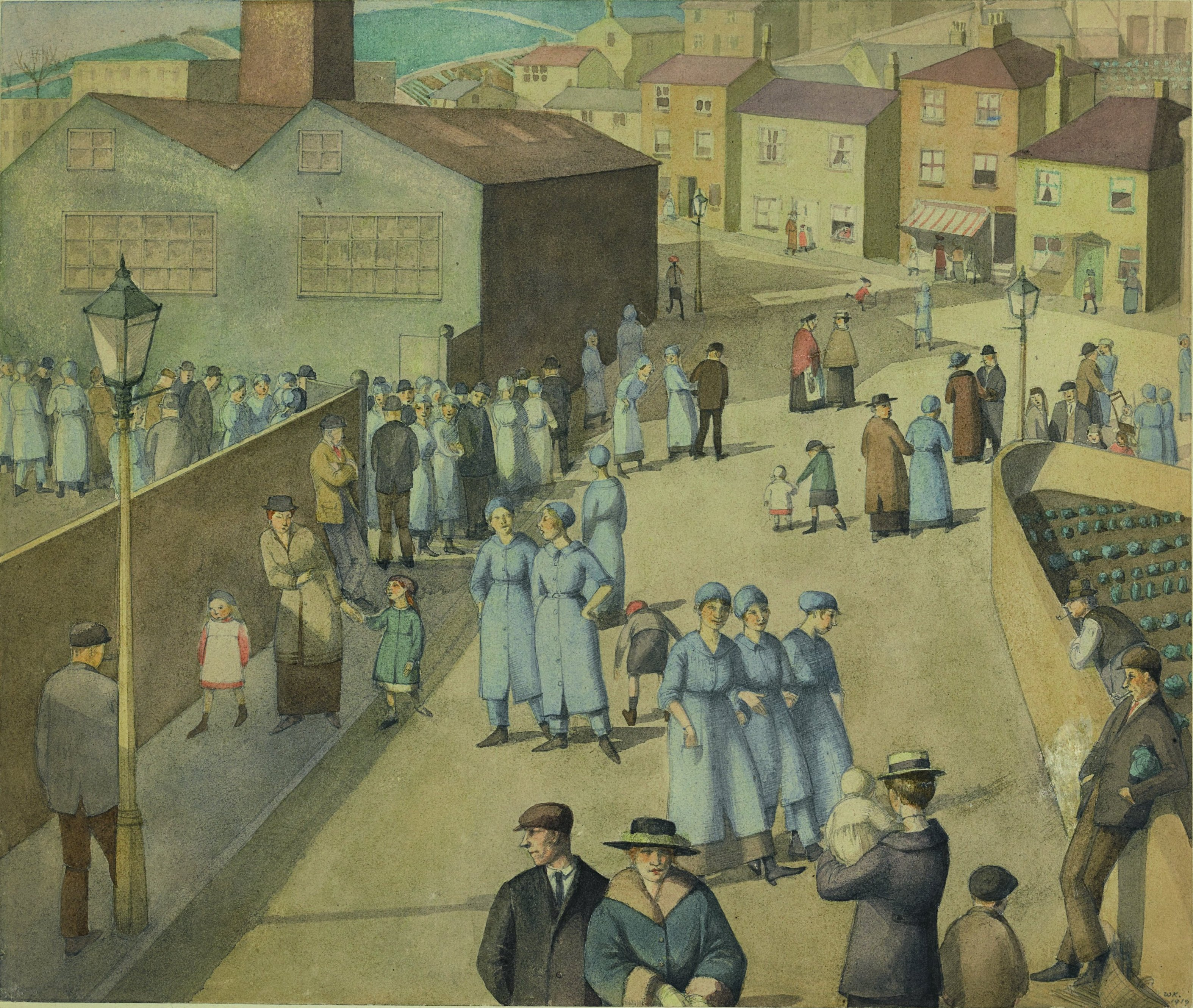
Leaving the Munition Works (1919).
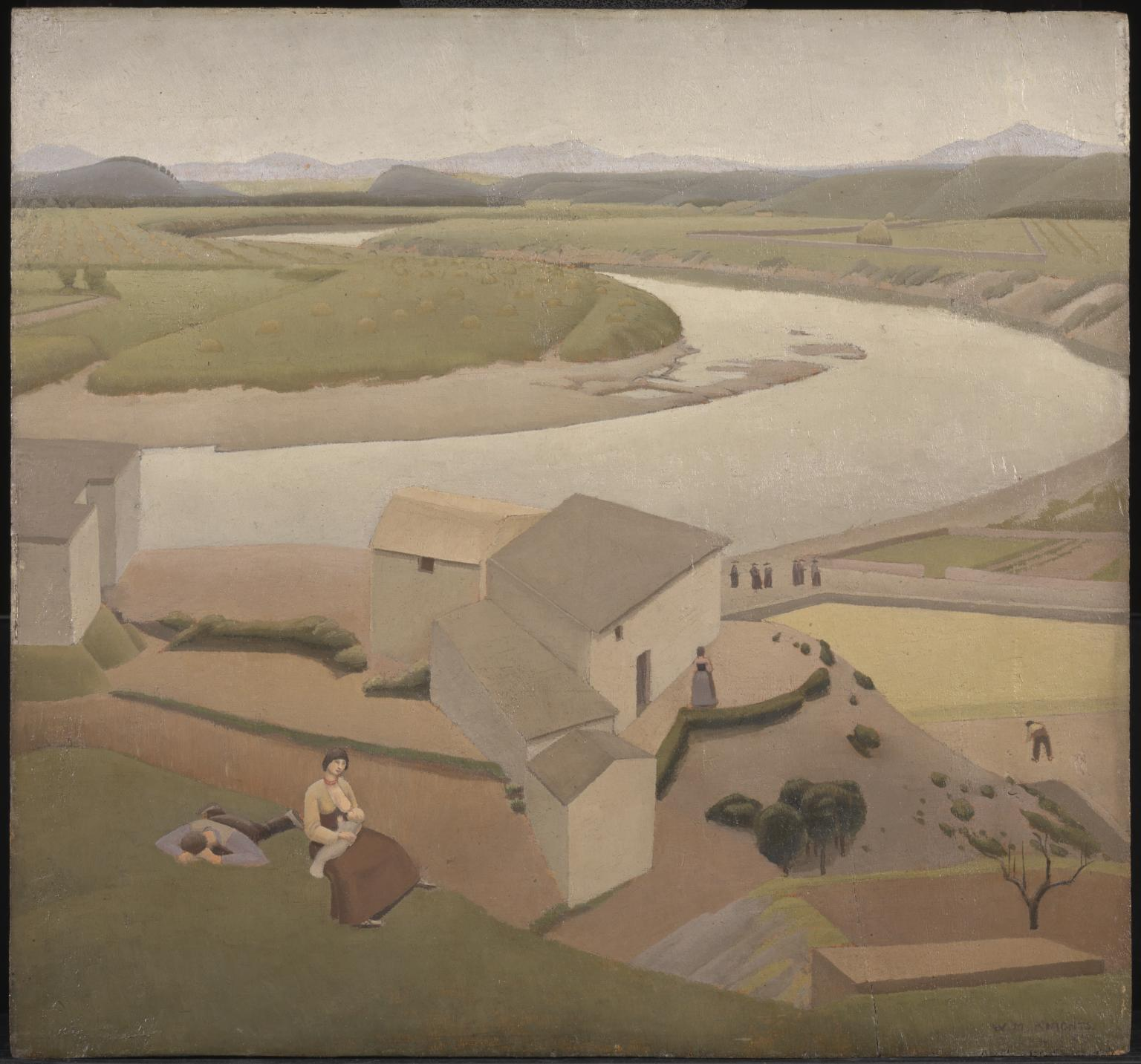
Italian Landscape (1921), Tate Britain.
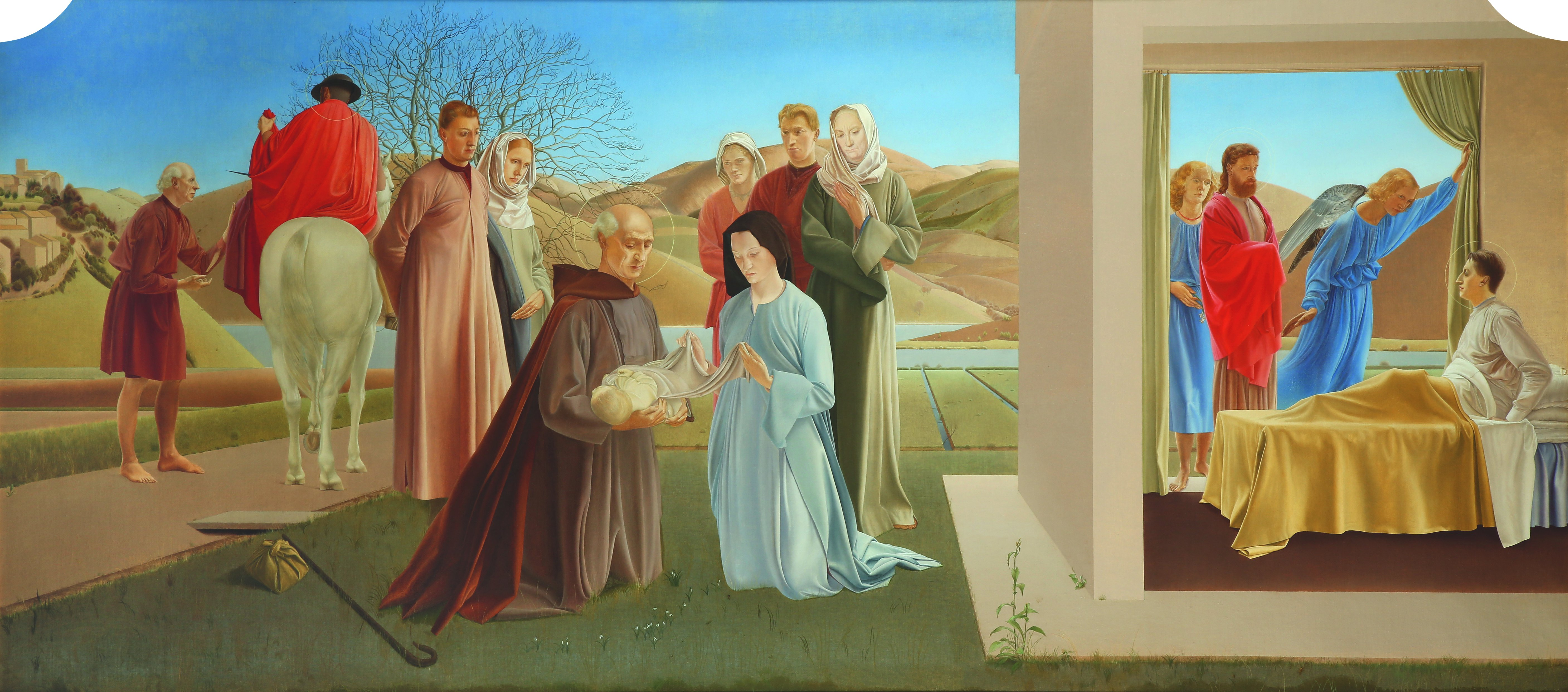
Scenes from The Life of Saint Martin of Tours (vers 1928-1933).
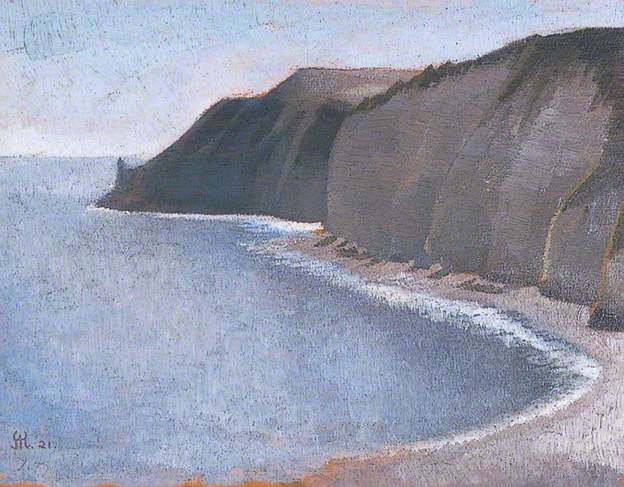
Beer, Devon.
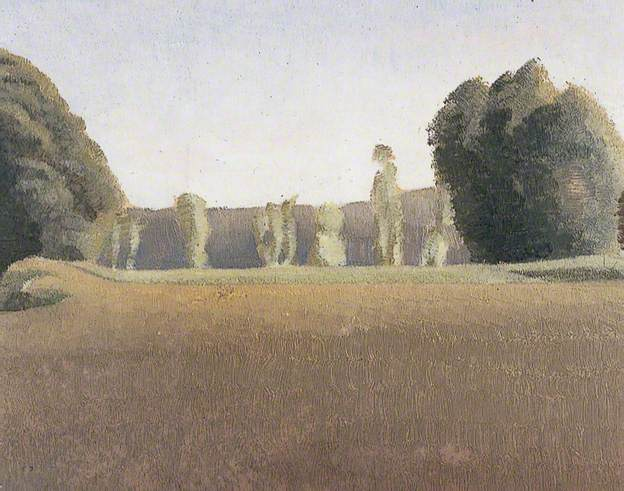
Trees at Roydon.